# طومي مولر نيلسن
طومي مولر نيلسن (بالدنماركية: Tommy Møller Nielsen)‏ هو لاعب كرة قدم ومدرب كرة قدم دنماركي، ولد في 5 أغسطس 1961 في الدنمارك في مملكة الدنمارك. لعب مع نادي أودنسه.